# Vesturbyggð
Vesturbyggð – gmina w północno-zachodniej Islandii, w południowo-zachodniej części regionu Vestfirðir, obejmująca tereny na północno-zachodnim wybrzeżu zatoki Breiðafjörður, nad fiordem Patreksfjörður oraz na południowym wybrzeżu fiordu Arnarfjörður. Gmina Tálknafjarðarhreppur nad fiordem Tálknafjörður stanowi enklawę w terytorium gminy. Vesturbyggð to druga pod względem liczby ludności, po Ísafjarðarbær, gmina w regionie. Zamieszkuje ją nieco ponad 1,0 tys. osób (2018). Główne miejscowości gminy to Patreksfjörður (677 mieszk., 2018) i Bíldudalur (225 mieszk., 2018). 

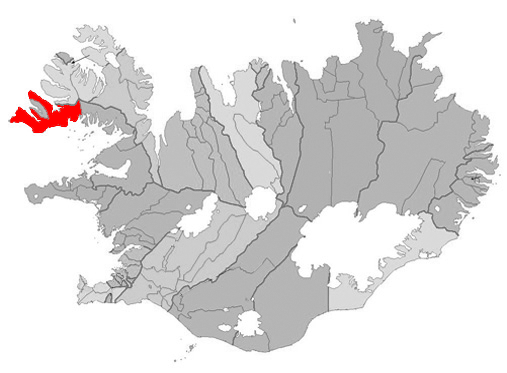
Położenie gminy Vesturbyggð na mapie administracyjnej Islandii

Gmina powstała w 1994 roku z połączenia czterech gmin: Barðastrandarhreppur, Rauðasandshreppur, Patrekshreppur i Bíldudalshreppur. 
Na terenie gminy znajduje się przylądek Bjargtangar - najdalej wysunięty na zachód punkt Islandii, a jednocześnie Europy. W jego sąsiedzitwie znajduje się urwisko Látrabjarg, znane jako bardzo ważne miejsce lęgowe ptaków. Inną atrakcją południowo-zachodniej części gminy jest czerwona plaża Rauðisandur.